# Wolfgang Staudte

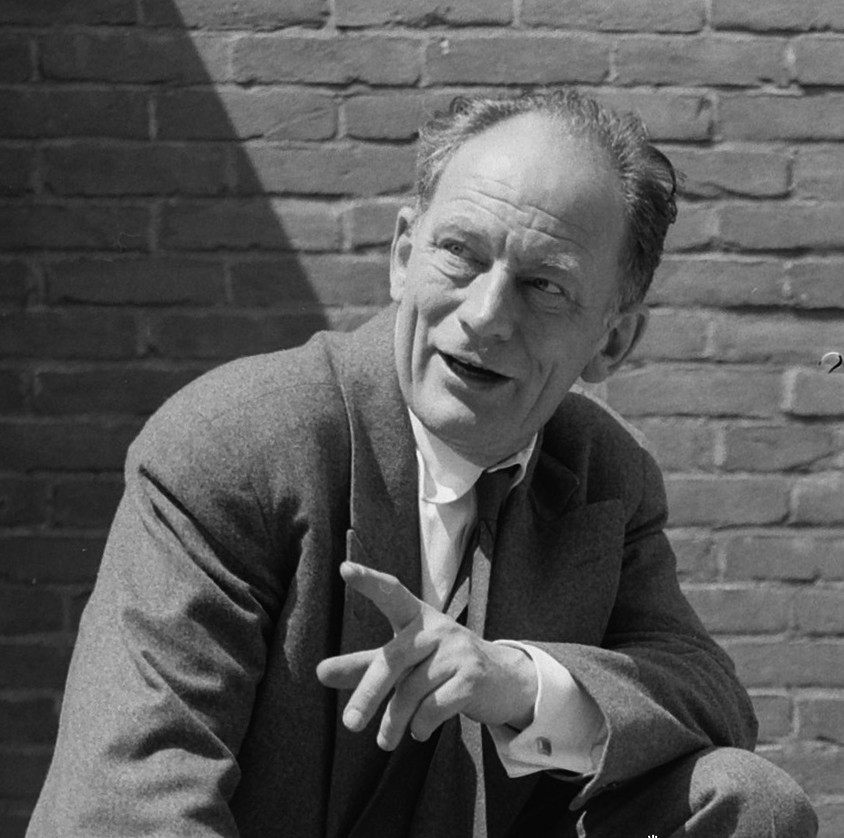
Wolfgang Staudte in 1955

Wolfgang Staudte (Saarbrücken, 9 oktober 1906 – Zigarski (Joegoslavië), 19 januari 1984) was een Duits filmregisseur.
Zijn belangrijkste werk kwam tot stand toen hij voor de Defa in de Sovjet-zone van Berlijn zijn belangrijkste films kon produceren.
Vanaf 1956 werkte hij in West-Duitsland. In de jaren zeventig jaren regisseerde hij afleveringen van televisieseries als Der Kommissar en Tatort.

## Filmografie (selectie)
- 1942 - Akrobat schö-ö-ö-n
- 1944 - Der Mann, dem man den Namen stahl
- 1946 - Die Mörder sind unter uns
- 1949 - Rotation
- 1949 - Schicksal aus zweiter Hand
- 1951 - Der Untertan, naar een novelle van Heinrich Mann
- 1951 - A Tale of Five Cities
- 1953 - Geschichte vom kleinen Muck, naar een sprookje van Wilhelm Hauff
- 1954 - Leuchtfeuer
- 1955 - Ciske de Rat
- 1957 - Rose Bernd
- 1958 - Kanonenserenade
- 1959 - Rosen für den Staatsanwalt
- 1960 - Kirmes
- 1960 - Der Letzte Zeuge
- 1962/63 - Die Dreigroschenoper, naar het stuk van Bertolt Brecht
- 1964 - Herrenpartie
- 1965/66 - Ganovenehre
- 1968 - Heimlichkeiten
- 1969 - Die Herren mit der weissen Weste